# レーモン3世 (トリポリ伯)

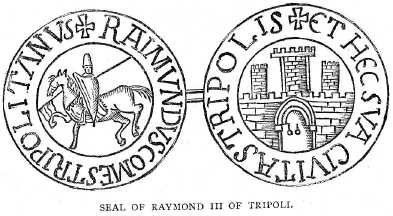
レーモン3世のシール

レーモン3世 (Raymond III, 1140年 - 1187年）は、トリポリ伯（在位：1152年 - 1187年）。母オディエルヌはエルサレム王ボードゥアン2世の娘。

## 生涯
1164年、アルターの戦闘で捕虜となり、10年間牢につながれた。解放後の1174年、ゴーティエ・ド・サントメールの寡婦でガリラヤ女公（ティベリアス領主）のエスティヴァと結婚し、ティベリアスを領地として得た。当時、フランク人でもっとも賢明な人物といわれ、1174年にエルサレム王ボードゥアン4世（従兄の子にあたる）の摂政となり、のちにその甥で後継者のボードゥアン5世の摂政も務めたが、1186年、ボードゥアン5世の死後エルサレム王位についたギー・ド・リュジニャンと対立した。1187年春にサラディンが侵攻した際には、独断で休戦協定を結んだが、その後ルノー・ド・シャティヨンやテンプル騎士団総長ジェラール・ド・リドフォールがムスリムを襲撃し、休戦は破棄された状態となった。同年7月2日、サッフリーヤに陣をかまえる十字軍国家のフランク軍をおびき出すため、サラディンはレーモンの妻とその子（前夫との息子）のいるティベリアスを攻撃した。7月4日、フランク軍はヒッティーンの戦いにおいてムスリム軍に大敗し、エルサレム王ギーやルノーは捕虜となったが、レーモンは先遣部隊を率いてムスリム軍の包囲を突破し、逃げ切ることができた。しかし、レーモンはその後まもなくしてトリポリで病没した。
レーモンと妻エスティヴァの間に子はなく、レーモンはアンティオキア公ボエモン3世の長子レーモン（4世）を養子としてトリポリ伯位の後継者に指名した。しかし、ボエモン3世の意向により、トリポリ伯位はレーモンの弟ボエモン4世に継承された。レーモン（4世）は父ボエモン3世に先立って死去した。